# Anatomía sistemática
La anatomía sistemática o descriptiva, es la disciplina de la anatomía que estudia los elementos del cuerpo humano, dividiéndolos en sistemas ,describiendo su situación, su forma, sus relaciones, su constitución y estructura, su vascularización e inervación.
Divide al cuerpo en una serie de sistemas o de aparatos que lo va  describiendo aisladamente. Así, estudia en primer término el esqueleto con sus músculos y ligamentos, los vasos sanguíneos y linfáticos
- Datos: Q2845661